# Ante Blažević
Ante Blažević (Split, 5 mei 1996) is een Kroatische voetballer die als aanvaller wordt uitgespeeld.
Hij voetbalde tot medio 2016 voor KV Oostende.

## Clubcarrière
Blažević werd geboren in de Kroatische havenstad Split en groeide op in Kaštela. Na een periode in de atletiek sloot hij op z'n twaalfde aan bij de jeugdopleiding van Hajduk Split.
In mei 2014 tekende hij een contract voor drie seizoenen bij KV Oostende. Op 14 december 2014 debuteerde hij in de Jupiler Pro League, tegen RSC Anderlecht. Hij mocht na 82 minuten invallen voor Fernando Canesin.

## Interlandcarrière
Blažević maakte deel uit van verschillende Kroatische nationale jeugdselecties. Hij debuteerde in 2014 in Kroatië –19.

## Statistieken
| Seizoen | Club        | Land            | Competitie         | Competitie | Competitie | Beker | Beker | Europees | Europees | Totaal | Totaal |
| Seizoen | Club        | Land            | Competitie         | Wed.       | Dlp.       | Wed.  | Dlp.  | Wed.     | Dlp.     | Wed.   | Dlp.   |
| ------- | ----------- | --------------- | ------------------ | ---------- | ---------- | ----- | ----- | -------- | -------- | ------ | ------ |
| 2014/15 | KV Oostende | Vlag van België | Jupiler Pro League | 4          | 0          | 0     | 0     | 0        | 0        | 4      | 0      |
| 2015/16 | KV Oostende | Vlag van België | Jupiler Pro League | 0          | 0          | 0     | 0     | 0        | 0        | 0      | 0      |
| TOTAAL  | TOTAAL      | TOTAAL          | TOTAAL             | 4          | 0          | 0     | 0     | 0        | 0        | 4      | 0      |